# Capela de Nossa Senhora do Desterro (Alcobaça)
A Capela de Nossa Senhora do Desterro é uma capela situada na freguesia de Alcobaça, Portugal, classificada como Monumento Nacional desde 16 de Junho de 1910.
É uma capela de estilo barroco, desenhada em 1716 pelo Padre Frei Luís de São José. Fica situada no Jardim das Murtas, dentro da cerca do Mosteiro de Alcobaça, em local inacessível, encontrando-se fechada ao público.